# Charles Tournemire
Charles Arnould Tournemire /ʃaʁl tuʁnəˈmiˑʁ/ (Bordeaux, 22 gennaio 1870 – Arcachon, 4 novembre 1939) è stato un compositore e organista francese.

## Biografia
Fu tra i più giovani allievi di César Franck e di Charles-Marie Widor.

Nel 1891 vinse il primo premio d'organo al Conservatorio di Parigi.

Nel 1898 fu chiamato a sostituire Gabriel Pierné (1863-1937) nel ruolo di titolare del grande organo della basilica delle Sante Clotilde e Valeria, ruolo che conservò per tutta la vita.

Nel 1903 ricevette il Gran Premio della Città di Parigi per la sua cantata "Le Sang de la sirène".

A partire dal 1919 insegnò al Conservatorio di Parigi come professore di musica d'assieme (formazioni diverse: trii, quartetti, quintetti, etc.).

## Commento musicale
Organista noto per le sue capacità d'improvvisazione, scrisse numerose opere per organo, di carattere serio e rispettoso della liturgia cattolica. Ciò appare evidente dalla sua raccolta "L'organo mistico", che comprende 51 Messe e Uffici dell'anno liturgico cattolico. Ammiratore di Bach, Grigny e Frescobaldi, contribuì ad arricchire il linguaggio dell'arte organistica sia come compositore, sia come improvvisatore. In questo campo Tournemire può essere considerato come il successore di César Franck, tanto seppe coniugare, in parafrasi e in variazioni libere, l'atmosfera e la poesia gregoriana con il calore e la luminosità dei più smaglianti colori orchestrali.

## L'incontro con la fonografia
Tournemire visse la nascita dell'incisione fonografica e certamente non si sottrasse a questa novità tecnologica, comprendendone l'importanza testimoniale. Verso il 1931, infatti, registrò in concerto 5 improvvisazioni che furono stampate su dischi a 78 giri. Questa testimonianza eccezionale dell'arte dell'improvvisazione è stata immortalata da Maurice Duruflé, uno dei suoi più celebri allievi, che, fra il 1956 e il 1958, a partire dai dischi ha pazientemente ricostruito e trascritto in spartito quelle eccezionali improvvisazioni:
- Piccola Rapsodia improvvisata
- Cantilena improvvisata
- Improvvisazione sul "Te Deum"
- Fantasia-improvvisazione sull'"Ave maris stella"
- Corale-improvvisazione su "Victimae paschali laudes"

## Scoprire Tournemire
- "L'orgue mystique", Cycle de Noël, op.55 - Cycle de Pâques, op.56 - Cycle Après la Pentecôte, op.57. - Organista: Geoges Delvallée.
- "Rhapsodie", op.29 - "Poème mystique", op.33 - "Cloches de Châteauneuf-du-Faon", op.62 - "Etudes de chaque Jour", op.70 - "Douze Préludes-Poèmes", op.58. - Pianista: Georges Delvallée.
- "Sinfonie No. 1, 2, 3, 4, 5, 7, 8" - Moscow Symphony Orchestra - Direttore: Antonio de Almeida
- "Sinfonia No. 6" - Orchestre Philharmonique de Liege - Direttore: Pierre Bartholomee
- "Composizioni per canto e pianoforte (Poème Op. 32, Sagesse Op. 34, Triptyque Op. 39, 3 Lieder Op. 46, Solitude, Le désir qui palpite..., Dialogue sacré Op. 50)" - Baritono: Michael Bundy; Soprano: With Claire Seaton; Pianista: Helen Crayford (Naxos - 8.572347)

## Le Opere
La produzione di Tournemire è vasta:
- 8 Sinfonie.
- Musiche per Coro, Soli e Orchestra.
- Musiche per organo: "Triple Choral, Trois Poèmes, Sei fioretti, Petites Fleures Musicales, Sept Poèmes, Chorales, Symphonie chorale, Symphonie sacrée, Suite évocatrice, Deux Fresques".  Melodie e Oratori (questi ultimi sono inediti e ne esistono solo i manoscritti presso la Biblioteca nazionale di Francia[2]).
- Musica da camera: Sonate per violino, violoncello, 1 trio, 1 quartetto.
- Musica per pianoforte: 1 Sonata, 12 preludi-poèmes.  Le composizioni per piano si inseriscono nella linea musicale di Alexander Scriabine, Claude Debussy e Maurice Ravel.
- Musica vocale: 1 Dramma: "Les dieux sont morts".
- Musiche di scena: "La légende de Tristan, Il Poverello di Assisi".
- Una trilogia: "Faust, Don Chisciotte, Saint François d'Assise".

## Composizioni principali

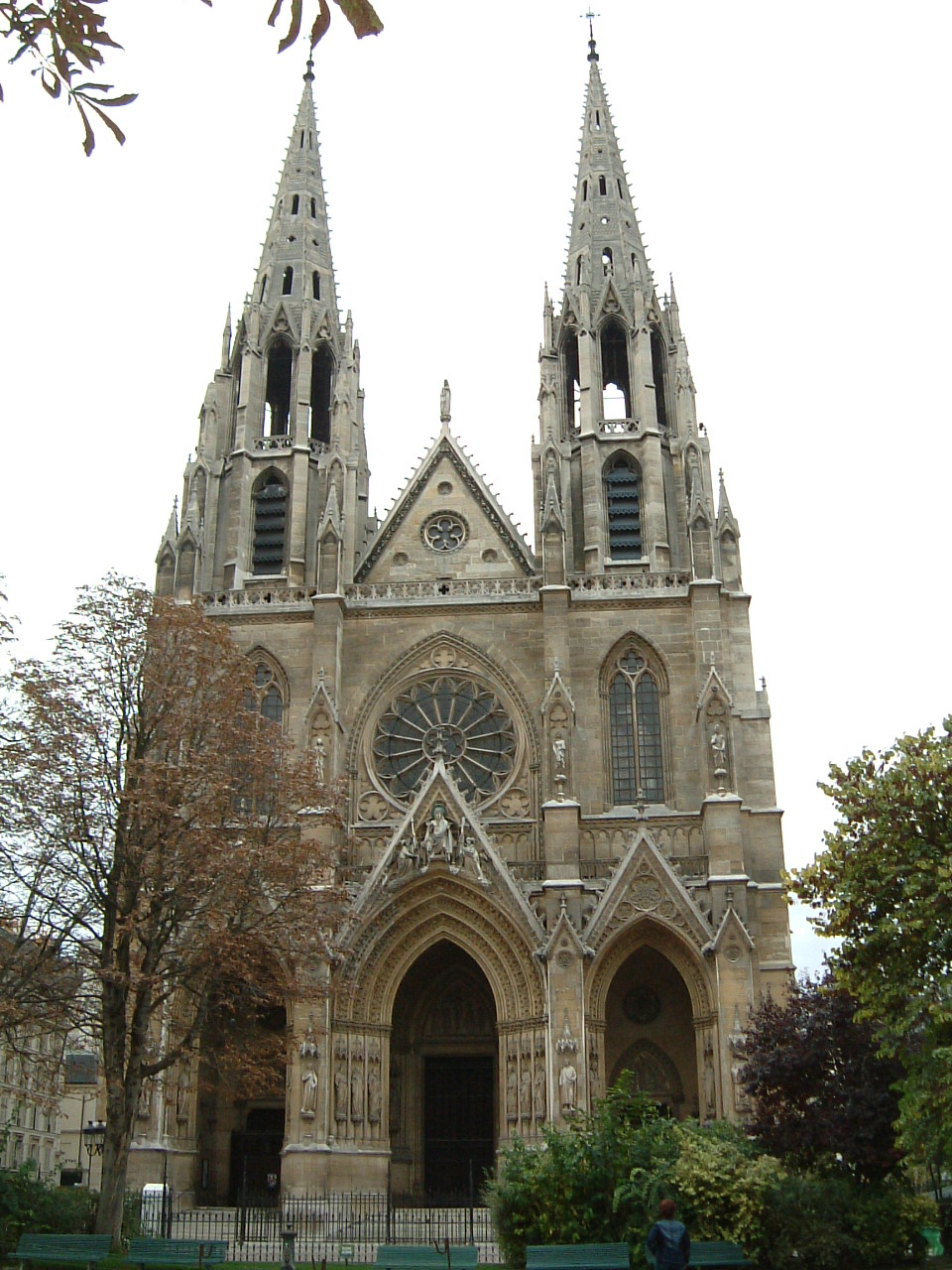
Basilica delle Sante Clotilde e Valeria a Parigi,
dove Tournemire è stato organista per più di 40 anni

- Op. 1. - 1892 - Sonates pour piano et violon. Inedita.
- Op. 2. - 1894 - Andantino per organo.
- Op. 3. - 1894 - Sortie, in Sol magg. per organo.
- Op. 7. - 1896 - Trois mélodies, per voce e piano. (Testi di Victor Hugo e N.J.L. Gilbert). Inedite.
- Op. 8. - 1896 - Pater Noster e Salutation angélique, per voce, violino e organo.
- Op. 9. - 1896 - Sérénade, per piano.
- Op.10. - 1895 - Offertoire, per organo.
- Op.15. - 1898 - Quartet, per piano e archi.
- Op.16. - 1899 - Pièce symphonique en Si mineur, per organo.
- Op.17. - 1899 - Sonates pour piano.
- Op.18. - 1900 - Symphonie n. 1 - "Romantique". Eschig.
- Op.19. - 1901 - Suite de morceaux, per organo (1ª parte: Adagio, Scherzo, Toccata, 5 Interludi).
- Op.21. - 1902 - Variae preces, 40 brani per armonium.
- Op.22. - 1902 - Trio, per piano, violino e violoncello.
- Op.24. - 1902 - Suite de morceaux, per organo (2ª parte: Pastorale, Comunione, Ite missa est, Uscita).
- Op.25. - 1902 - Six mélodies, per voce e piano, su testo di Le Braz.
- Op.27. - 1903 - Le Sang de la Sirène, testo di  M. Brennure, da Le Braz, per soli, coro e orchestra.
- Op.28. - 1903 - Deux mélodies, per voce e piano, testo di le Braz.
- Op.29. - 1904 - Rhapsodie, versione per piano solo e per orchestra.
- Op.30. - 1907 - Nittetis, Tragedia lirica, da Metastasio. Eschig.
- Op.32. - 1908 - Poème, per voce e piano, testo di A. Samain. Inedito.
- Op.33. - 1908 - Poème mystique, per piano.
- Op.34. - 1908 - Sagesse, per voce e piano, testo di Paul Verlaine. Inedito.
- Op.35. - 1908 - Poème, per violoncello e piano. Inedito.
- Op.36. - 1909 - Symphonie n.2 - "Ouessant" . Eschig.
- Op.37. - 1909 - Psaume LVII, per coro e orchestra. Eschig.
- Op.38. - 1910 - Poème, per organo e orchestra. Eschig.
- Op.39. - 1910 - Triptyque, per voce e piano, testo di A. Samain. Eschig.
- Op.40. - 1910 - Pour un épigramme de Théocrite, per 3 flauti, 2 clarinetti e arpa.
- Op.41. - 1910 - Triple Choral, per organo.
- Op.42. - 1910 - Les dieux sont morts  o Chrisées, dramma antico su testo di E. Bertaux. Eseguito all'Opera di Parigi nel 1924.
- Op.43. - 1912 - Symphonie n.3 - "Moscou". Eschig.
- Op.44. - 1913 - Symphonie n.4 - "Pages symphoniques". Eschig.
- Op.45. - 1913 - Psaume XLVI, per soli, coro e orchestra. Inedito.
- Op.46. - 1912 - Trois lieder, per voce e piano. Testo di A. Samain.
- Op.47. - 1914 - Symphonie n.5 - "De la montagne". Eschig.
- Op.48. - 1918 - Symphonie n.6 - "Bible", per soli, coro, orchestra e organo. Eschig.
- Op.49. - 1922 - Symphonie n.7 - "Les Danses de la Vie". Eschig.
- Op.50. - 1919 - Dialogue sacré (Cantique des Cantiques), per voce e piano.
- Op.51. - 1924 - Symphonie n.8 - "Symphonie du triomphe de la Mort ". Eschig.
- Op.52. - 1929 - Trilogie: Faust, Don Quichotte, Saint François d'Assise, per soli, coro e orchestra. Inedita.
- Op.53. - 1926 - La légende de Tristan, Testo di A. Pauphilet. Inedita.
- Op.54. - 1927 - La Queste du Saint Graal, per coro e orchestra. Inedita.
- Op.55. - 1932 - L'Orgue mystique. Cycle de Noël, per organo.
- Op.56. - 1932 - L'Orgue mystique. Cycle de Pâques, per organo
- Op.57. - 1932 - L'Orgue mystique. Cycle d'après la Pentecôte, per organo.
- Op.58. - 1932 - Douze Préludes-Poèmes, per piano.
- Op.59. - 1932 - Trois Poèmes, per organo.
- Op.60. - 1932 - Sei fioretti, per organo.
- Op.61. - 1933 - Musique orante, per quartetto d'archi.
- Op.62. - 1933 - Les Cloches de Châteauneuf-du-Faon, per piano.
- Op.63. - 1936 - Apocalypse de Saint Jean, per soli, coro, orchestra e organo. Inedita.
- Op.64. - 1934 - Fantaisie symphonique, per organo.
- Op.65. - 1935 - Sonate-poème, per violino e piano.
- Op.66. - 1934 - Petites Fleures Musicales, per organo o armonium.
- Op.67. - 1935 - Sept Chorales-poèmes, per organo.
- Op.68. - 1935 - Postludes libres pour des antiennes de Magnificat, per organo o armonium.
- Op.69. - 1935 - Symphonie-Chorale, per organo.
- Op.70. - 1936 - Études de chaque jour, per piano. Inedita.
- Op.71. - 1936 - Symphonie sacrée, per organo.
- Op.72. - 1937 - La douloureuse Passion du Christ, per soli, coro e orchestra. Inedita.
- Op.73. - 1938 - Il poverello di Assisi, 5 episodi lirici su testi di J.Péladan. Eschig.
- Op.74. - 1938 - Suite évocatrice, per organo.
- Op.75. - 1939 - Fresque symphonique sacrèe n.1, per organo. Eschig.
- Op.76. - 1939 - Fresque symphonique sacrèe n.2, per organo. Eschig.